# Indische Badmintonmeisterschaft 1940/41
Die Indische Badmintonmeisterschaft der Saison 1940/41 fand in Kalkutta statt. Es war die siebente Austragung der nationalen Titelkämpfe im Badminton in Indien.

## Titelträger
| Disziplin    | Sieger                        |
| ------------ | ----------------------------- |
| Herreneinzel | Chee Choon Keng               |
| Dameneinzel  | Pearl Goss                    |
| Herrendoppel | Dattu Mugwe M. G. Mugwe       |
| Damendoppel  | P. Cook Catchik               |
| Mixed        | Vijay A. Madgavkar Pearl Goss |